# Flávio Henrique
Flávio Henrique (Belo Horizonte, 20 de julho de 1968 - Belo Horizonte, 18 de janeiro de 2018) foi um cantor, compositor, tecladista e pianista brasileiro.
Foi ao lado de Robertinho Brant e André Limão que Flávio Henrique iniciou sua carreira musical, com quem fundou o grupo Candeia. Já possui mais de 80 canções gravadas e interpretadas, uma grande variedade que inclui músicos como Milton Nascimento e Ney Matogrosso.
Entre seus maiores parceiros estão Ronaldo Bastos, Paulo César Pinheiro e Fernando Brant, entre outros.
Faleceu no dia 18 de janeiro de 2018, vítima de febre amarela, durante um surto no país.

## Discografia
- Primeiras Estórias (1995)
- Flávio Henrique & Marina Machado (1997)
- Aos Olhos de Guignard (2000), (Flávio Henrique por Marina Machado e Amaranto)
- Livramento (2002), (com Chico Amaral)
- Presépio Cantado (2004), (Musical Infantil de Flávio Henrique)
- Sol a Girar (2006)
- Pássaro Pênsil (2008)
- Zelig (2012)
- Cobra Coral (2012), (com Cobra Coral)
- Pra Cada Um Ser O Que É (2015), (com Cobra Coral)

## DVD
- Hotel Maravilhoso (2006), (com Marina Machado & Chico Amaral)